# Sokół rdzawobrzuchy
Sokół rdzawobrzuchy (Falco severus) – gatunek ptaka drapieżnego z rodziny sokołowatych (Falconidae). 

## Zasięg występowania
Spotyka się go od północno-zachodnich Indii i Nepalu (Himalaje) na wschód po południowe Chiny (prowincje Junnan, Guangdong i Hajnan) oraz na południowy wschód przez Mjanmę, Tajlandię i Indochiny po Filipiny, Jawę i Celebes, a stamtąd dalej na wschód przez Nową Gwineę po Wyspy Salomona. Ptaki z Himalajów zimują w południowych Indiach i na Sri Lance. Zalatuje do Malezji.

## Systematyka
Sokoła rdzawobrzuchego uznaje się obecnie za gatunek monotypowy. Proponowano wyróżnienie podgatunku F. s. papuanus, do którego zaliczono ptaki ze wschodniej części zasięgu – od Celebesu po Wyspy Salomona. Jest blisko spokrewniony z sokołem australijskim (F. longipennis).

## Morfologia
Mierzy 27–30 cm długości. Dolna część ciała jest żywo kasztanowa, a dół niebieskawo-szary z czarną czapeczką i białym podgardlem. Osobniki młodociane mają czarne paski na rudej piersi i są czarno nakrapiane.

## Ekologia i zachowanie
Typowymi biotopami tego drapieżnika są obrzeża lasów, polany, lasy wtórne i ogrody, poluje także nad jeziorami, bagnami i szuwarami.
Gniazduje w dziuplach drzew lub w gniazdach innych gatunków ptaków. Niektóre gniazda w północno-wschodnich Indiach znajdowano na drzewach wyrastających z klifów. W zniesieniu 2–4 jaja.
Żywi się głównie owadami, małymi ptakami i nietoperzami.

## Status
Międzynarodowa Unia Ochrony Przyrody (IUCN) uznaje sokoła rdzawobrzuchego za gatunek najmniejszej troski (LC – least concern) nieprzerwanie od 1988 roku. Liczebność światowej populacji szacuje się na 670–6700 dorosłych osobników. Zakres występowania jest szeroki, ale uważa się, że populacja sokoła rdzawobrzuchego w wyniku wycinania lasów maleje, choć nie w takim tempie, by uznać go za zagrożonego wyginięciem.